# Coady Willis
Coady Willis, nacido el 1 de noviembre de 1974, es un batería estadounidense miembro de Big Business y The Melvins, y exmiembro de Dead Low Tide, Broadcast Oblivion y Murder City Devils. Desde 2006 forma parte de The Melvins, grupo en el que entró junto con Jared Warren, compañero en Big Business, al mudarse la banda a Los Ángeles. Apareció en el álbum (A) Senile Animal de ese mismo año.
Además, toca la batería en un proyecto liderado por Dale Crover llamado Altamont y es el nuevo batería de High On Fire. 
- Datos: Q3391869
- Multimedia: Coady Willis / Q3391869